# Čeští Němci
Čeští, moravští a slezští Němci (německy Deutschböhmen, Deutschmährer, respektive Deutschschlesier), často jen zkráceně čeští Němci, je hromadné označení pro německojazyčné obyvatelstvo zemí Koruny české, které žilo v českých zemích od středověku. Od radikalizace nacisty před druhou světovou válkou se prosadil pojem sudetští Němci.

## Pojem
Ke zmatení pojmů dochází proto, že v češtině neexistuje překlad pro německý výraz Böhmer, který označuje obyvatele území Česka bez etnické konotace. Teprve s rozšířením nacionalismu po Jaře národů v roce 1848 došlo i v němčině k jazykově-národnostnímu rozlišení mezi Deutschböhmer (čeští Němci) a Tscheche (Češi).
Od 20. století se pro stejnou etnickou skupinu objevuje termín sudetští Němci (Sudetendeutsche), který byl převzat nacisty. Přibližně 2,4 milionu sudetských Němců bylo pak vyhnáno po druhé světové válce.  Vyhnanci sami se nazývají sudetskými Němci. Těm, kteří v Československu (dnes Česku) zůstali, se dnes říká německá menšina v Česku.

## Středověk a raný novověk

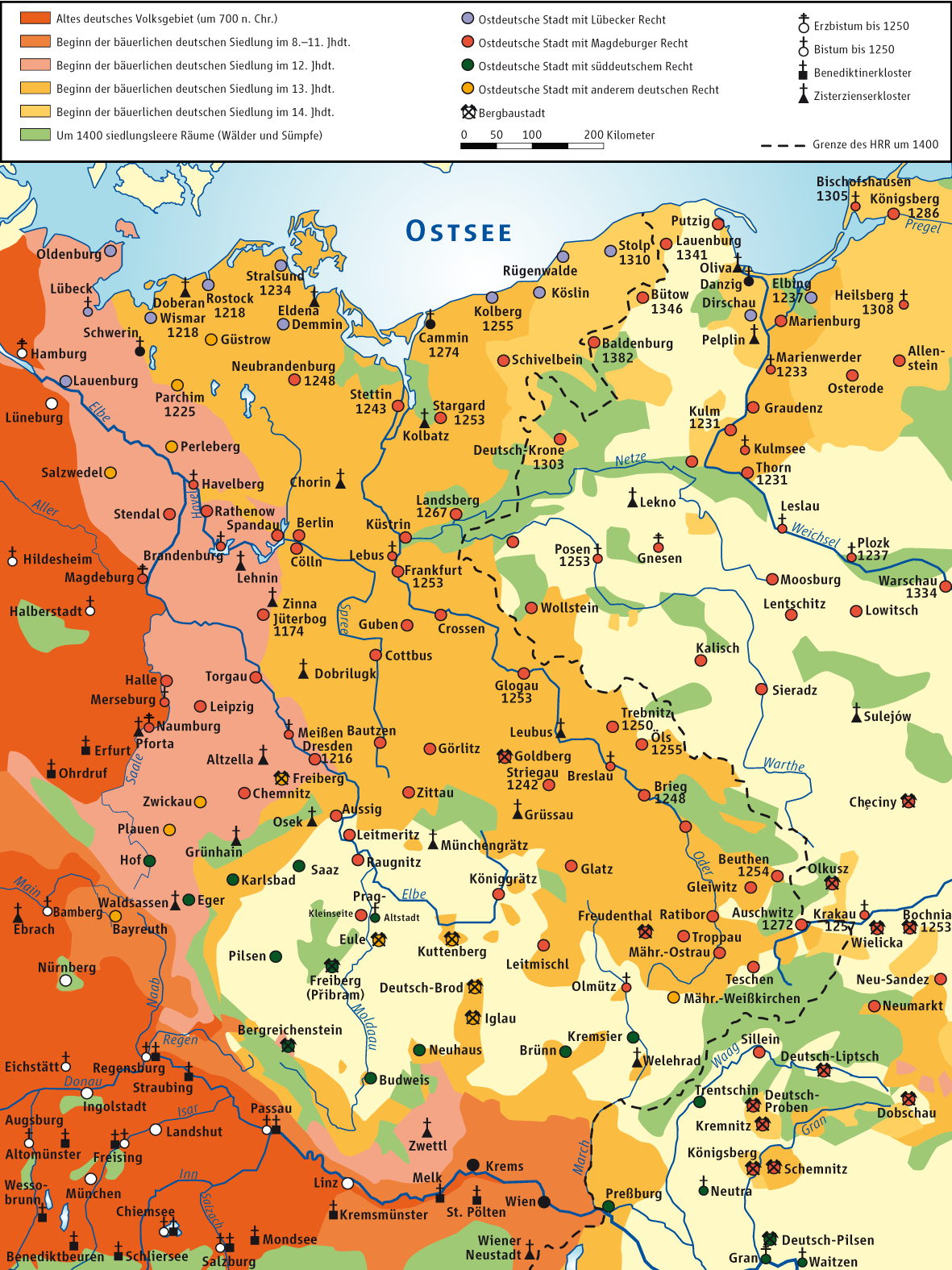
Německá východní kolonizace probíhala po staletí, v Česku se koncentrovala především v pohraničí.

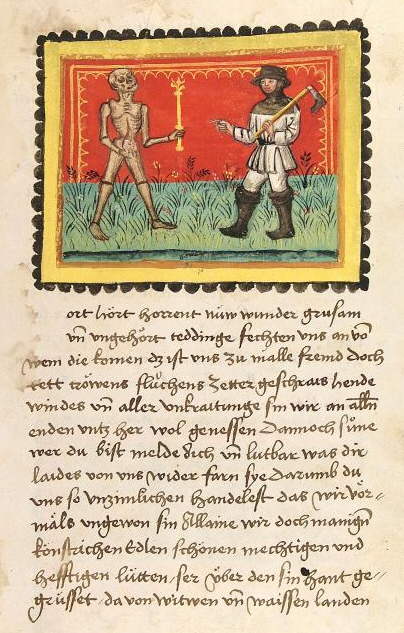
Oráč z Čech, výňatek z druhé kapitoly Heidelberského rukopisu. Stuttgart, kolem roku 1470

Němečtí osadníci se v Čechách a na Moravě vyskytovali už ve 12. a 13. století. Přicházeli sem v důsledku dohody českých přemyslovských panovníků s římskoněmeckým císařem o osídlování hornatého pohraničí Českého království německými osadníky, zejména zemědělci, řemeslníky a obchodníky, kteří měli zkušenosti se životem v horském prostředí. Tento fenomén označovaný jako Ostsiedlung se týkal přílivu osadníků ze Starobavorska, Frank, Horního Saska, Slezska, Porýní, Nizozemska, Rakouska a Flander. Později tito převážně německy hovořící přistěhovalci v důsledku husitských válek či morových epidemií území opakovaně opouštěli. Po skončení třicetileté války z důvodů rekatolizace opustilo německé luterské obyvatelstvo české pohraničí natrvalo. Ve vylidněných částech Čech a Moravy se usadilo obyvatelstvo rakouské při vnitrozemské migraci z německojazyčných regionů v rámci Habsburské monarchie.
Roku 1348 byla v Praze založena Univerzita Karlova, kde prvním vyučovacím jazykem byla do konce 18. století latina, kterou později nahradila němčina, a až do druhé půle 19. století byla univerzita kulturně a jazykově formována především německy. Kulturně významným příkladem je také středověké prozaické dílo Oráč z Čech / Der Ackermann aus Böhmen z 15. století, za jehož autora je označován Jan ze Žatce.

### Hospodářský přínos
Po staletí hrálo německé obyvatelstvo v českých zemích významnou ekonomickou a politickou roli. Většina měst, která se logicky stala hospodářskými centry daných oblastí, byla založená německými kolonisty, ve velkých městech si udrželo německojazyčné obyvatelstvo převahu až do druhé poloviny 19. století, než se města naplnila českými dělníky z venkova. Značného hospodářského významu dosáhli zejména v oborech sklářství, zpracování porcelánu, hutnictví či chemickém a textilním průmyslu, ze kterých se na německy hovořícím území Čech stala významná hospodářská odvětví. Ovšem samostatné českoněmecké sebeuvědomění nebylo většinou ve všednodenním životě velkým tématem a nikdy nehrálo rozhodující roli. Dotyčné osoby se ve většině případů považovaly především za Čechy, Moravany, Slezany, poddané panovníka, případně Svaté říše římské jako celku.
Zvláštními obdobími byly události husitských válek, činnost českých bratří, třicetiletá válka, v nichž Země koruny české byly v zaangažovány. Pohromou byly také války pruského krále Bedřicha II. Velikého proti Rakousku o nadvládu nad Slezskem, které pro Rakousko, potažmo České země, skončilo ztrátou těchto území. Tato ztráta znamenala oslabení německého prvku v českých zemích. Na vylidněná území však znovu brzy přicházeli noví němečtí obyvatelé.
Ke zvýhodnění a následnému dominantnímu postavení němčiny a německé kultury v českých zemích přispěl také fakt, že české země byly spravovány německy hovořícími Habsburky, a to zpravidla z Vídně. Navíc po prohrané bitvě na Bílé hoře se původní česká šlechta stala fakticky bezvýznamnou, zchudla či skončila v exilu. Proti dominanci německého živlu se v 19. století mezi českými intelektuály vyvinul odpor, který se později přenesl i na ostatní české (i německé) obyvatelstvo.

## Vzestup nacionalismu (19. a 20. století)
Po roce 1848, kdy české národní obrození prosazovalo vyrovnání mezi Němci a Čechy, se Němci žijící v Čechách snažili udržet si politickou a kulturní svrchovanost, alespoň v těch oblastech, kde tvořili většinu. Na kongresu v Teplicích v roce 1848 byly tyto požadavky formulovány.

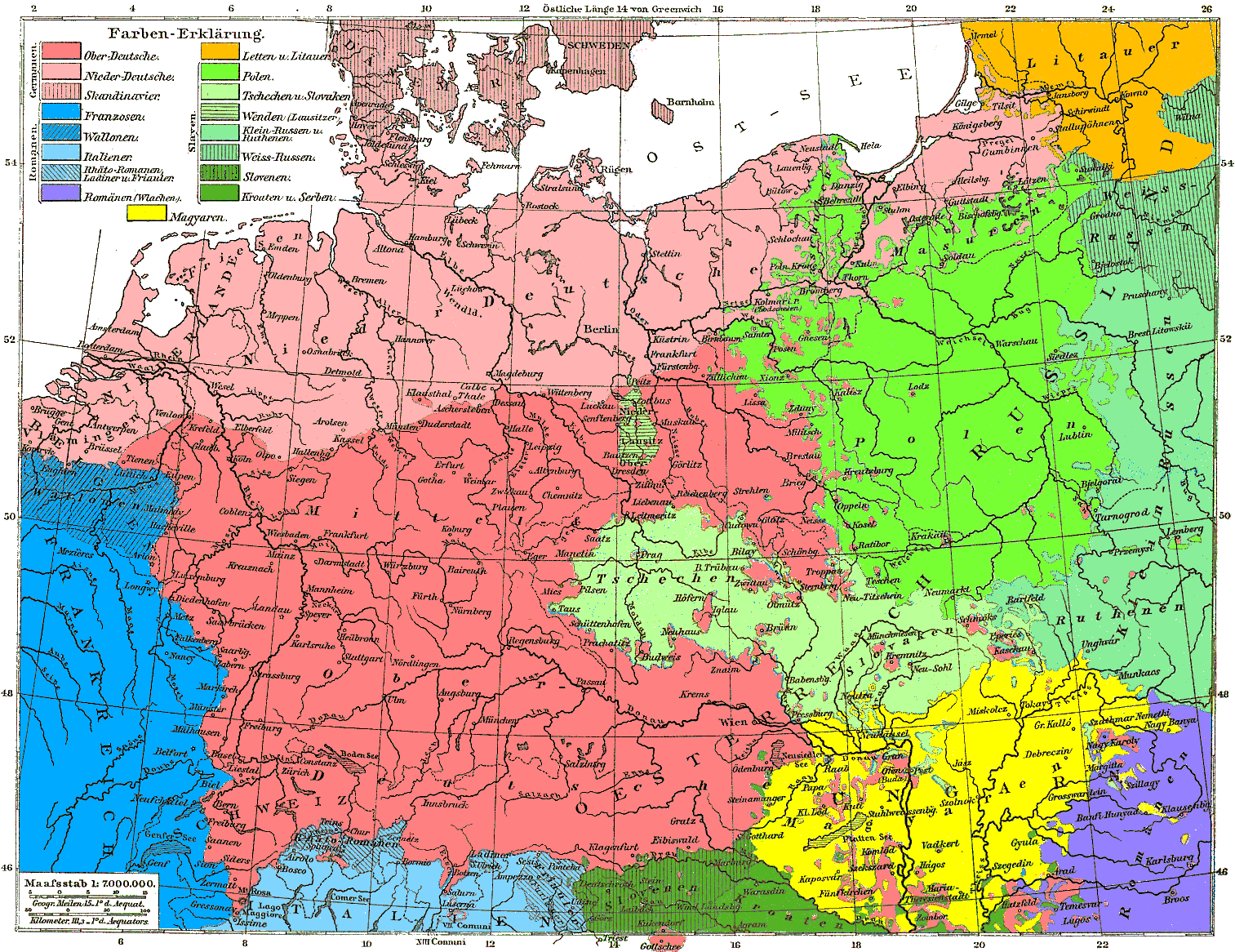
Německy mluvící obyvatelstvo dominovalo v 19. století střední Evropě. Český nacionalismus se proto odvolával a hledal sílu v Panslovanství a pomoci ruské říše. Jazyková mapa z roku 1880.

V roce 1867 bylo v prosincové ústavě zakotveno také zrovnoprávnění rakouských státních občanů všech národností, což byl počátek konstituční monarchie. Rakouský Říšský zákoník již od roku 1849 vycházel také v češtině. Zachování německé nadvlády se od té doby stalo v celém Předlitavsku stále těžší, a nakonec nemožné.

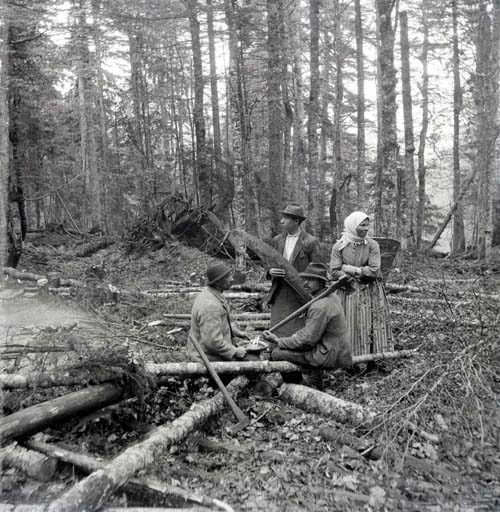
Čeští Němci na Šumavě

V letech 1868 až 1871 bylo volání německých obyvatel Čech a Moravy po státoprávním řešení v Českém království stále hlasitější. Postulát jedné z uzavřených oblastí málem přijal usnesení, v němž se požadovalo dokonce úplné vyloučení češtiny. Demarkace měla sloužit zcela novému rozdělení válečných území, která měla být spravována tou kterou národností.
Rozdělení bylo zaznamenáno také v letničním programu z 20. května 1899, který obsahoval rozsáhlé regulace pro neněmecké obyvatelstvo. Roku 1900 následovaly návrhy na rozdělení Čech na německé a české oblasti. V roce 1903 založil lékař Josef Titta Německou lidovou radu, která si kladla za cíl sjednocení rozhádaných německých stran v Čechách, aby ty společně nalezly řešení národnostního problému. Národní rada sice nemohla ovlivnit koalici německých stran, nicméně byla považována za významný a vlivný německý ochranný spolek v Předlitavsku. Moravské vyrovnání je souhrnné označení pro čtyři zemské zákony přijaté v roce 1905, jež měly zaručit řešení národnostních problémů mezi Němci a Čechy na Moravě, k nastolení rakousko-českého vyrovnání.

Podrobná národnostní mapa Čech z roku 1904 ukazuje poměry česky a německy mluvících obyvatel.

Roku 1907 byla zvolena rakouská Říšská rada, předlitavský parlament, a to poprvé podle všeobecného a rovného volebního práva. Čeští politici již dlouhou částečně zpochybňovali kompetentnost Říšské rady ve Vídni pro české země, narušovali jednání obstrukcemi a současně usilovali o vlastní parlament v Praze, nicméně ve Vídni se také aktivně účastnili některých jednání. Ve výsledku byly podle nového rozdělení volebních okrsků volební obvody německých a českých území v maximální možné míře oddělovány. V roce 1909 vypracoval německý výbor iniciativu, na jejímž základě vznikl návrh k úplnému rozdělení Čech a vytvoření správní oblasti Německé Čechy.

Etnické pnutí v monarchii vedlo k návrhům federalizace. Jedním z nich byl ten na Spojené státy Velkého Rakouska od Aurela Popovice z roku 1906.

Zásadní rozpor, kdy Češi si chtěli sami vládnout z Prahy, zatímco čeští a moravští Němci, spoléhali na Předlitavsko, nebylo možné vyřešit.

## Sčítání lidu v roce 1910

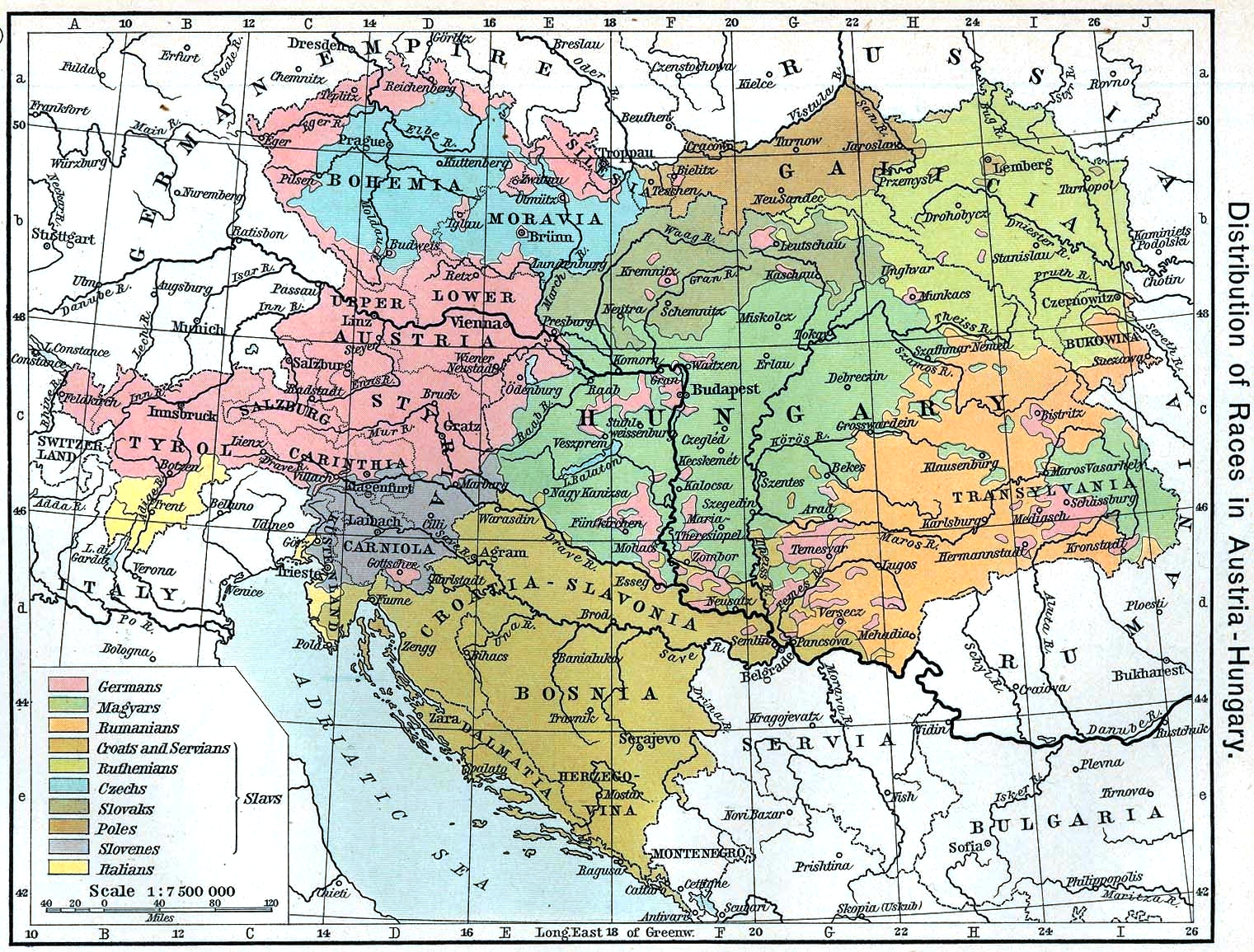
Etnografická mapa Rakousko-Uherska z roku 1911, ukazující jazykovou většinu na území.

Území obývané českými a moravskými Němci se geograficky dělilo na Pošumaví, Chebsko, Severní Čechy, Východní Čechy, České Slezsko, Jižní a Severní Morava. Kromě toho existovaly také německojazyčné enklávy, jako Hřebečsko (Jihlavsko, něm. „Schönhengstgau“, viz obrázek) a německé menšiny ve městech s převážně českojazyčným obyvatelstvem.
V českých zemích rakousko-uherské monarchie žilo podle sčítání lidu z roku 1910 asi 3,25 miliónů Němců (sotva třetina s klesající tendencí) ve státě čítajícím celkem bezmála deset miliónů obyvatel.
Podíl jazykových skupin podle sčítání lidu z roku 1910:
| Korunní země | Počet obyvatel | Němčina   | Čeština   | Polština |
| ------------ | -------------- | --------- | --------- | -------- |
| Čechy        | 6,6 mil.       | 2,2 mil.  | 4,2 mil.  |          |
| Morava       | 2.604.857      | 719.462   | 1.868.985 |          |
| Slezsko      | 756.949        | 332.301   | 183.938   | 239.953  |
| Celkem       | 9.962.000      | 3.252.000 | 6.253.000 | 239.953  |

## 20. a 21. století
Od 20. století se pro stejnou etnickou skupinu objevuje termín sudetští Němci (Sudetendeutsche), který byl převzat nacisty. Přibližně 2,4 milionu sudetských Němců bylo pak vyhnáno po druhé světové válce.  Vyhnanci sami se nazývají sudetskými Němci. Těm, kteří v Československu (dnes Česku) zůstali se dnes nazývají německá menšina v Česku.